# 김민곤
김민곤(金珉坤, 1971년 2월 2일, 전라남도 여수시 ~ )은 대한민국의 제9대 전라남도의원이었다.

## 학력
- 화양국민학교 졸업
- 화양중학교 졸업
- 여수화양고등학교 졸업
- 한영대학 전자계산학과 전문학사 졸업
- 한국방송통신대학교 행정학과 학사 졸업

## 경력
- 여수 화양연합청년회장
- 미래에셋생명 지점장
- 여수 부영여고 운영위원
- 여수지역사회연구소 회원
- 여수경찰서 생활안전협의회 위원
- 한려대교 조기건설 공동추진위원회 위원
- 민주평화통일자문위원회 위원
- 여수중앙로타리클럽 회원
- 통합진보당 전남도당 여수시 지역위원회 사무국장
- 2012.04 ~ 2014.06 제9대 전라남도의회 의원
- 제9대 전라남도의회 2012여수세계박람회지원특별위원회 위원
- 제9대 전라남도의회 여수박람회장 사후활용방안지원특별위원회 위원
- 제9대 전라남도의회 여수·순천 10·19사건 특별위원회 부위원장
- 제9대 전라남도의회 전남동부권 산업단지 환경특별위원회 위원
- 제9대 전라남도의회 경제민주화보편적 복지포럼연구회 위원
- 2012.09.13 통합진보당 탈당
- 2014.03.03 새정치연합 창당 발기인

## 역대 선거 결과
|  | 50.13% |

|  | 21.89% |